# Ktová
Ktová è un comune della Repubblica Ceca facente parte del distretto di Semily, nella regione di Liberec.